# L'homme n'est pas parfait (film)
Pour les articles homonymes, voir L'homme n'est pas parfait.
Pour plus de détails, voir Fiche technique et Distribution.
L'homme n'est pas parfait est un film muet français réalisé par Georges Denola, sorti en 1916.
Le film est une adaptation de la pièce de théâtre L'homme n'est pas parfait, tableau populaire en un acte de Lambert-Thiboust, créée au théâtre des Variétés en 1864.

## Fiche technique
- Titre : L'homme n'est pas parfait
- Réalisation : Georges Denola
- Scénario : d'après la pièce de Lambert-Thiboust
- Photographie :
- Montage :
- Producteur :
- Société de production : Société cinématographique des auteurs et gens de lettres (S.C.A.G.L)
- Société de distribution :  Pathé Frères
- Pays de production :  France
- Langue : film muet avec les intertitres en français
- Format : Noir et blanc — 35 mm — 1,33:1 — Muet
- Genre : Film dramatique
- Métrage : 735 mètres
- Durée : 24 minutes 30
- Date de sortie :
  - France : 13 mai 1916

## Distribution
- Yvonne Sergyl
- Émilienne Dux